# Parmelia squarrosa
Parmelia squarrosa är en lavart som beskrevs av Hale. Parmelia squarrosa ingår i släktet Parmelia och familjen Parmeliaceae.   Inga underarter finns listade i Catalogue of Life.

## Källor

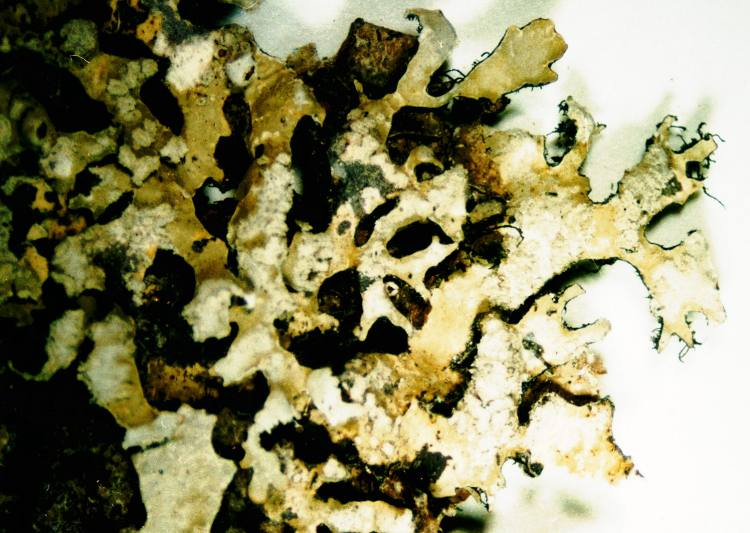
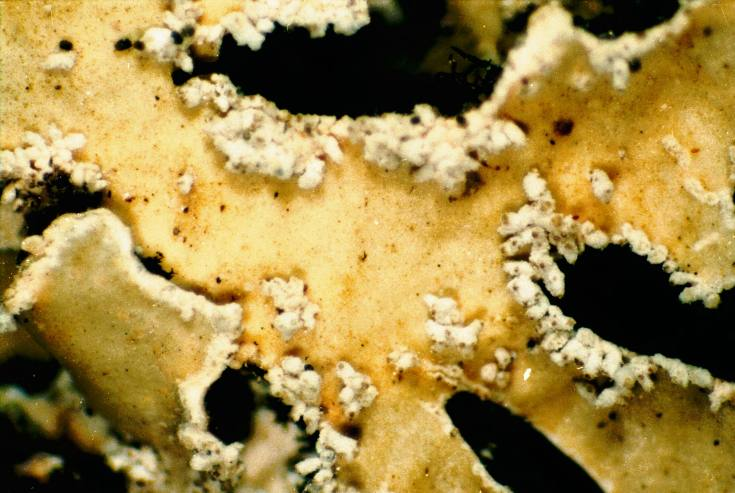
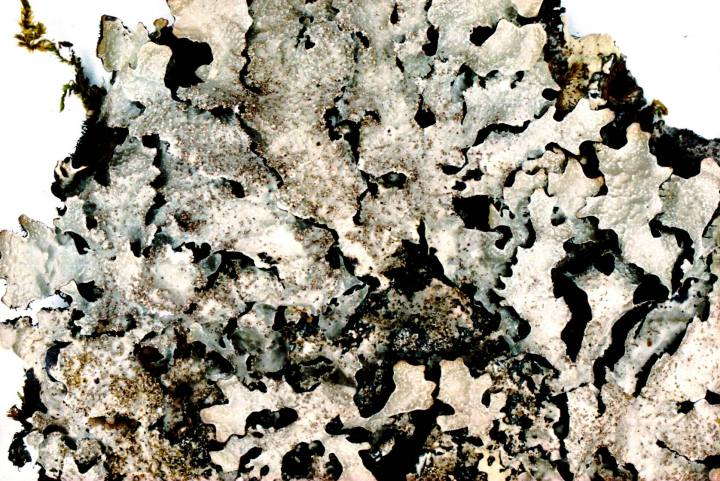
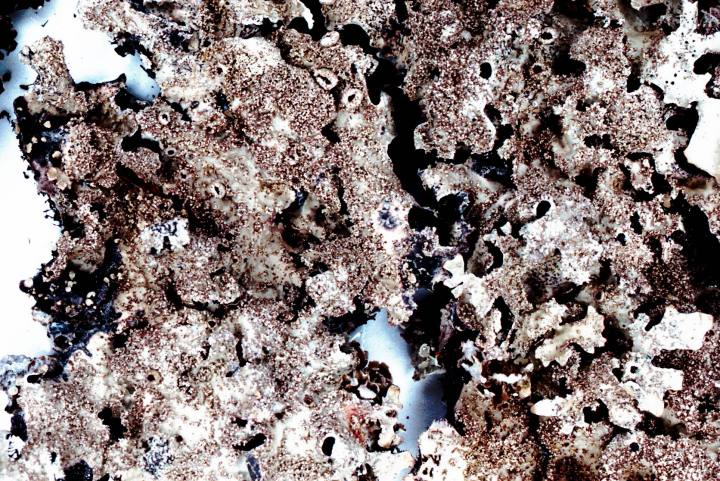
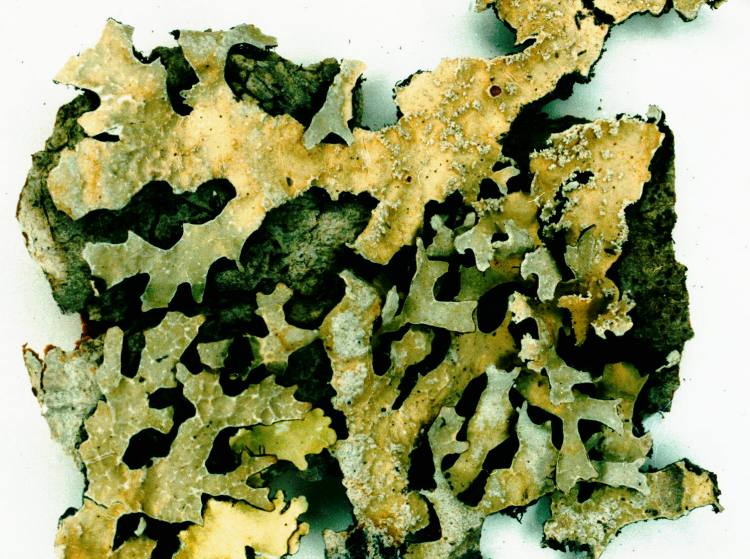